# イワツクバネウツギ
イワツクバネウツギ（岩衝羽根空木、学名: Zabelia integrifolia）は、スイカズラ科イワツクバネウツギ属の落葉低木。別名、ホソバツクバネウツギ。
主に石灰岩地の岩場斜面に生え、幹に6本の縦稜が入る。葉は対生し、葉柄の基部が相対する葉柄と合着して球状になる。花冠は細い漏斗状、白色で淡紅色を帯び、5-6月に咲く。

## 特徴
植物体はよく分枝して、高さは2ｍほどになる。年数を経た幹の径は約4cmになり、樹皮は灰褐色で、縦に6本の溝がある。材は硬くて白く、髄は細く白い。今年の若い枝は緑色で、無毛または逆さ向きの粗い剛毛が散生することがあり、後に木質化すると赤褐色になる。葉は対生し、葉柄は長さ4-7mmになり、粗毛が多く、基部は対となる葉柄と合着して球状に膨らむ。葉身は長さ2.5-7cm、幅1-3.2cmの倒卵形、卵形または披針状長楕円形で、先端は鋭頭または鋭尖頭、基部はくさび形となって細まり、縁はふつう全縁、ときに粗い鋸歯がある。葉の表面は少し毛が生え、裏面の葉脈上と縁に上向きの粗毛が生える。側脈は4-6対あり、網目状の細脈がある。
花期は5-6月。花は新枝の先にふつう2個ずつつき、長さ3-6mmの花柄をもち、花柄基部にある苞葉は目立たない。萼片は4個あり、長さ8-18mmで、倒披針形で先端は円く、果期まで宿存する。花冠は細い漏斗状で、白色で淡紅色を帯び、花冠筒部は長さ8-15mm、花冠裂片は4個で平開し、半円形で長さ2-3mm。花冠外面にはまばらに毛が生え、内面には長毛が生える。雄蕊は4個あり、うち2個が長いが、いずれも花冠を突出せず、花冠筒部に着生し、花糸に長毛が生える。雌蕊は1個、長さ12-15mm、柱頭は膨らむ。果実は長さ8-13mmになる細筒形の痩果で、5個の縦稜があり、先端に4個の宿存萼片をつけ、9-10月に熟すが裂開しない。中に種子1個が入り、長さ7-8mmの狭円柱形となり、両端に短い尾状の翼がある。染色体数2n=36。

## 分布と生育環境
日本固有種。本州の関東地方以西、四国、九州に点々と分布し、標高300-1500mの山地の主に石灰岩地、まれに蛇紋岩地の斜面に生育する。

## 名前の由来
和名イワツクバネウツギは、牧野富太郎 (1892)による。「岩衝羽根空木」の意で、その生態による。この際、牧野は、高知県横倉山産のものをもって「植物学雑誌」に本種を Abelia shikokiana sp. nov. とし、新種として記載したが、これは正式な記載ではなく、裸名であった。
種小名（種形容語）integrifolia は、「全縁葉の」の意味。

## 種の保全状況評価
絶滅危惧II類 (VU)（環境省レッドリスト）
都道府県のレッドデータ、レッドリストの選定状況は、次の通りとなっている。福島県-情報不足(DD)、茨城県-絶滅危惧IB類、栃木県-絶滅危惧II類(Bランク)、群馬県-絶滅危惧IB類(EN)、埼玉県-絶滅危惧IA類(CA)、山梨県-絶滅危惧IA類(CR)、岐阜県-絶滅危惧II類、静岡県-絶滅危惧IB類(EN)、愛知県-絶滅危惧IB類(EN)、三重県-絶滅危惧IB類(EN)、滋賀県-分布上重要種、兵庫県-Aランク、奈良県-絶滅寸前種、和歌山県-絶滅危惧IA類(CA)、岡山県-準絶滅危惧、広島県-準絶滅危惧(NT)、山口県-絶滅危惧IA類(CA)、徳島県-絶滅危惧II類(VU)、愛媛県-絶滅危惧II類(VU)、高知県-準絶滅危惧(NT)、福岡県-絶滅危惧II類(VU)、熊本県-準絶滅危惧(NT) 。

## ギャラリー

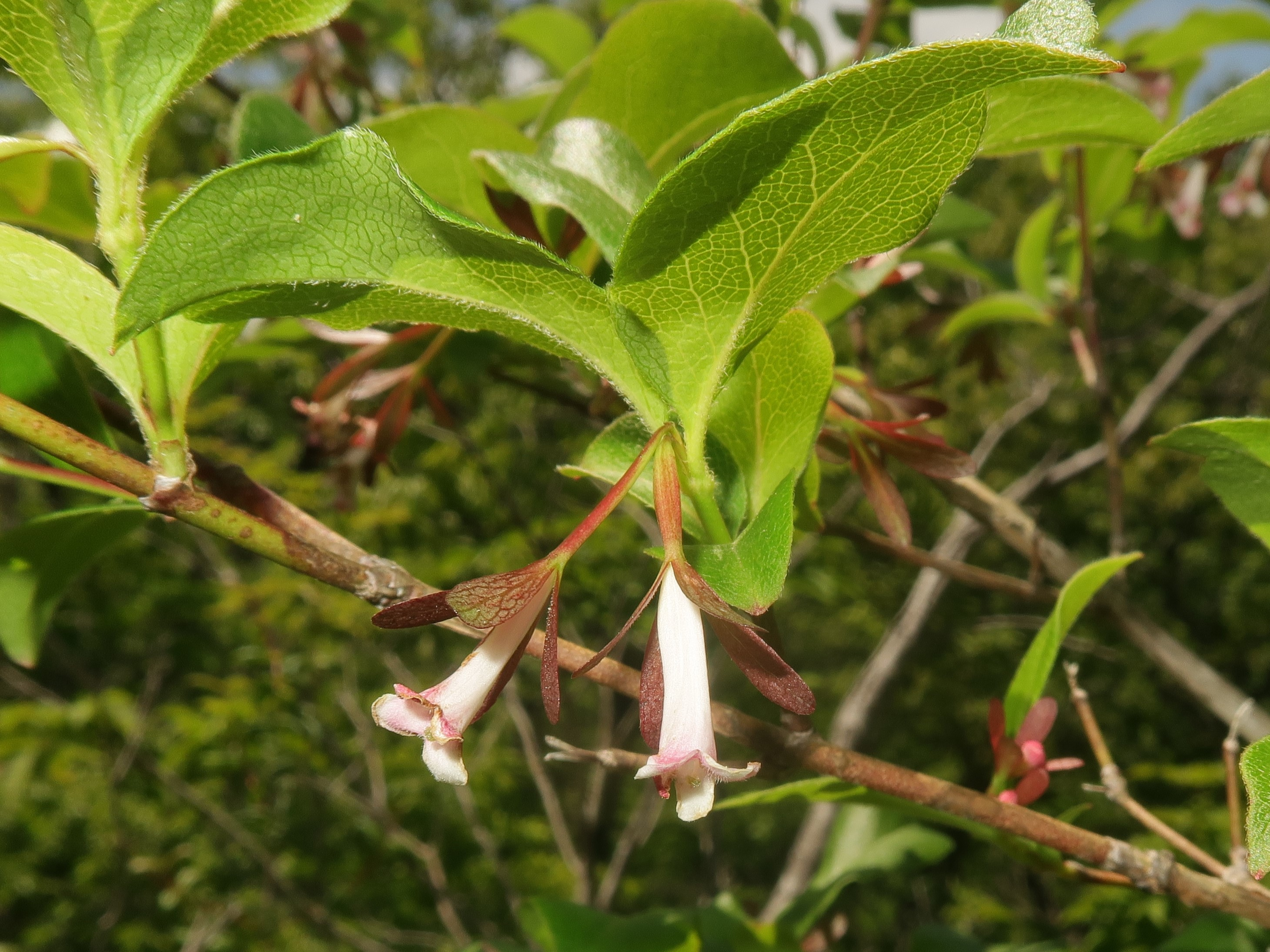
花は新枝の先に2個ずつつき、長さ3-6mmの花柄をもつ。萼片は4個あり、倒披針形で先端は円く、果期まで宿存する。花冠は細い漏斗状で、白色で淡紅色を帯びる。葉柄の基部は対となる葉柄と合着して球状に膨らむ。
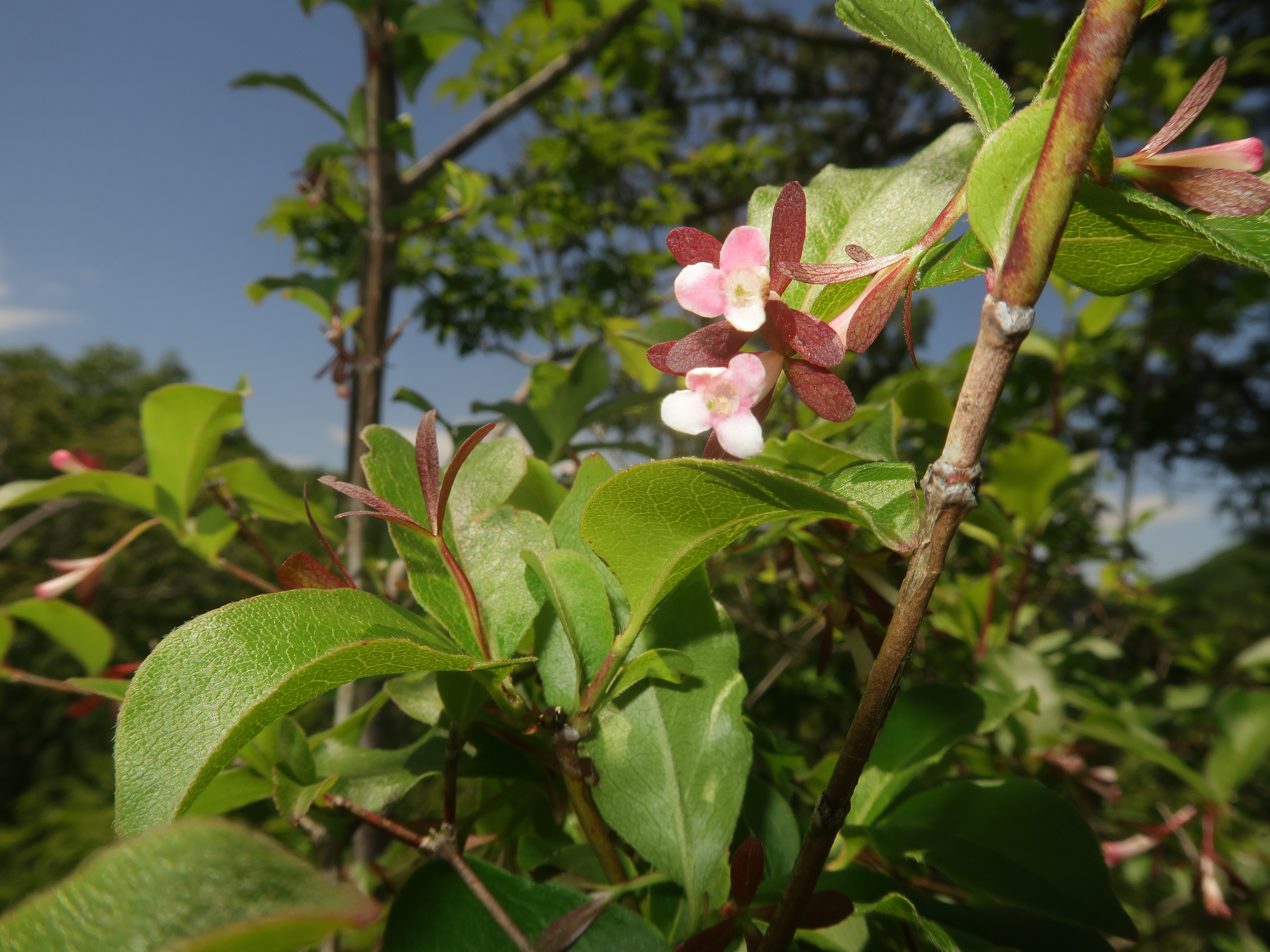
花冠裂片は4個で平開し、半円形になる。葉の表面は少し毛が生え、裏面の葉脈上と縁に上向きの粗毛が生える。側脈は4-6対あり、網目状の細脈がある。
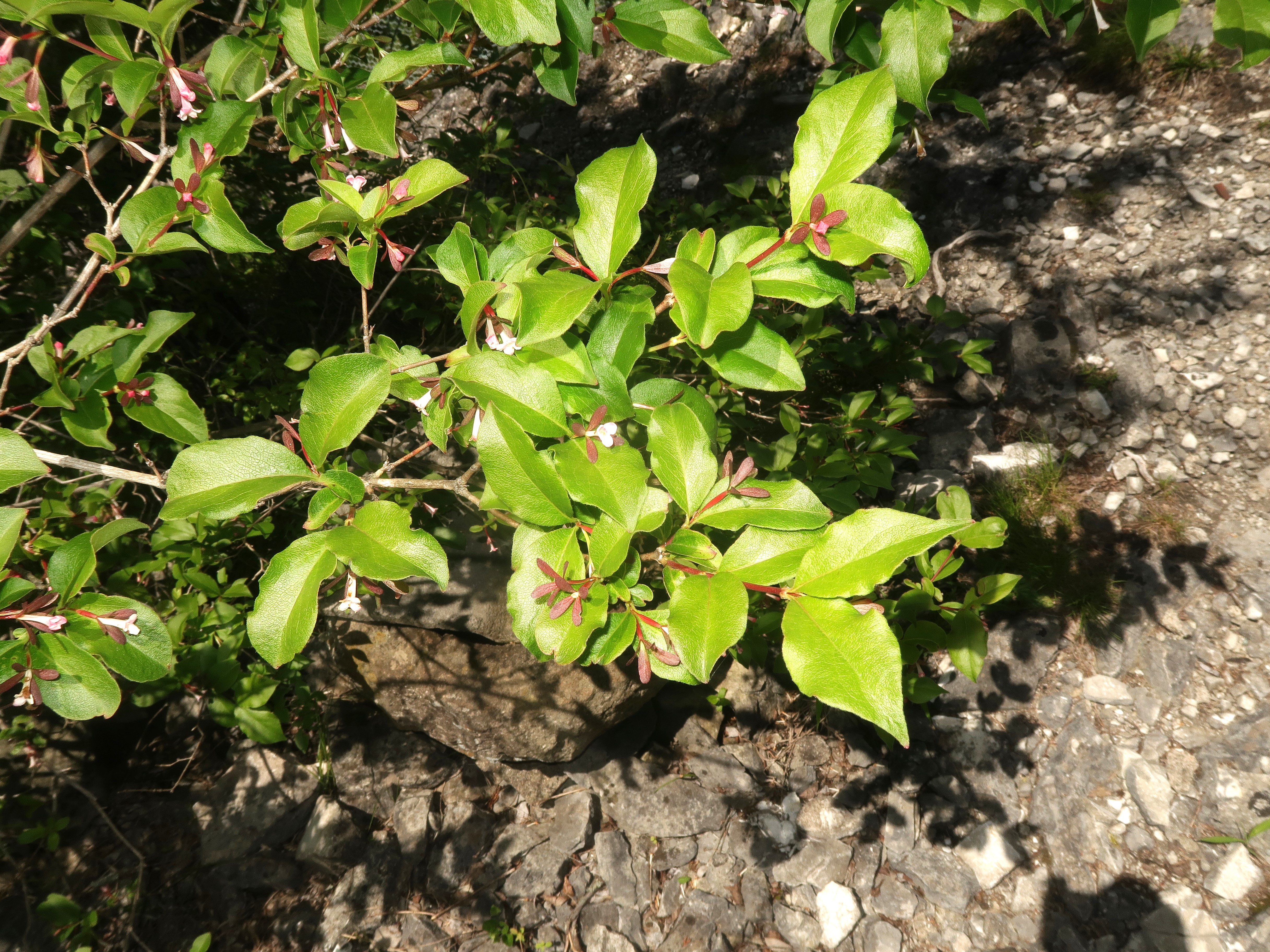
石灰岩地の斜面に生育する。
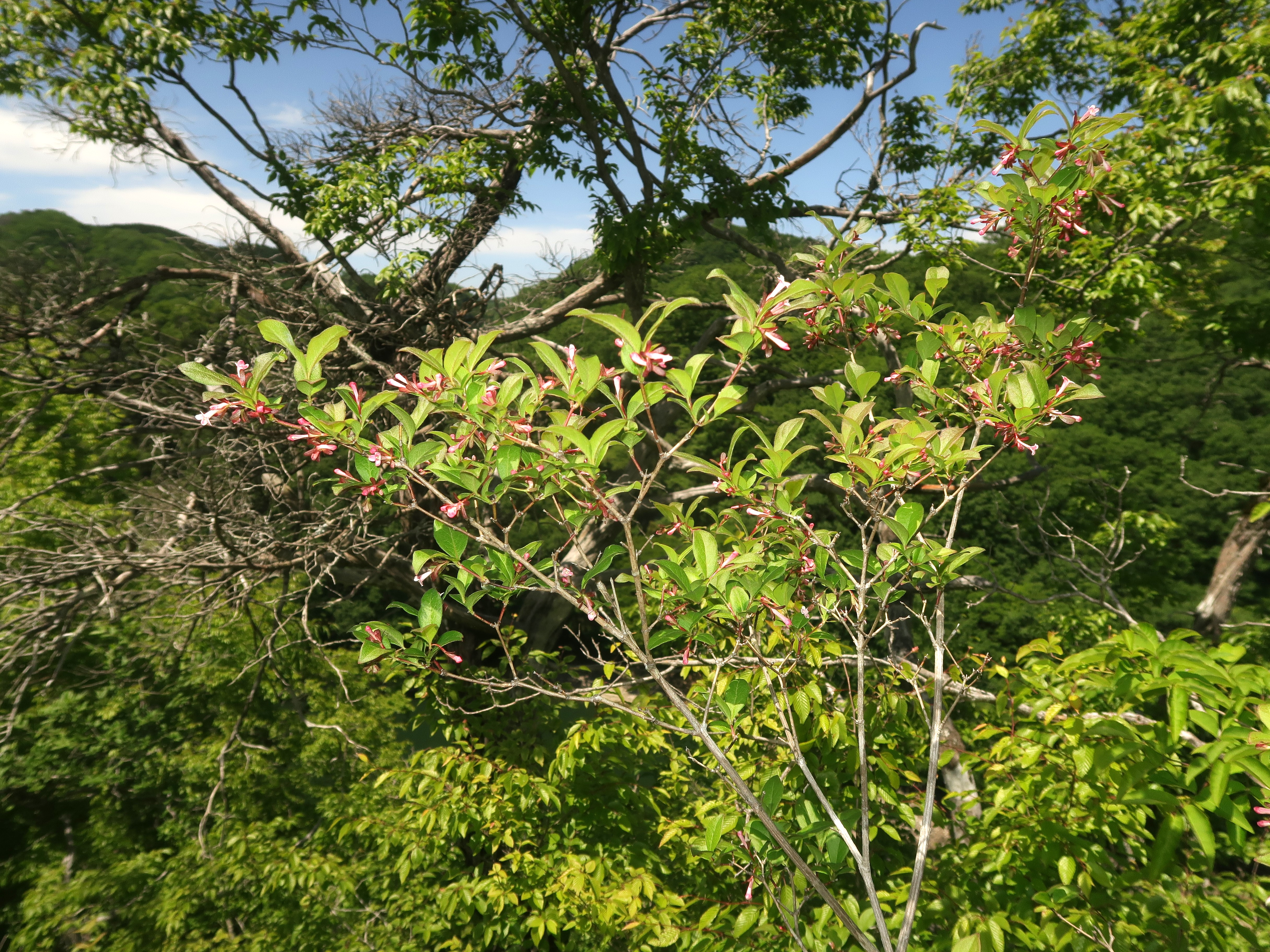
植物体は高さ2mほどになり、茎はよく分枝する。
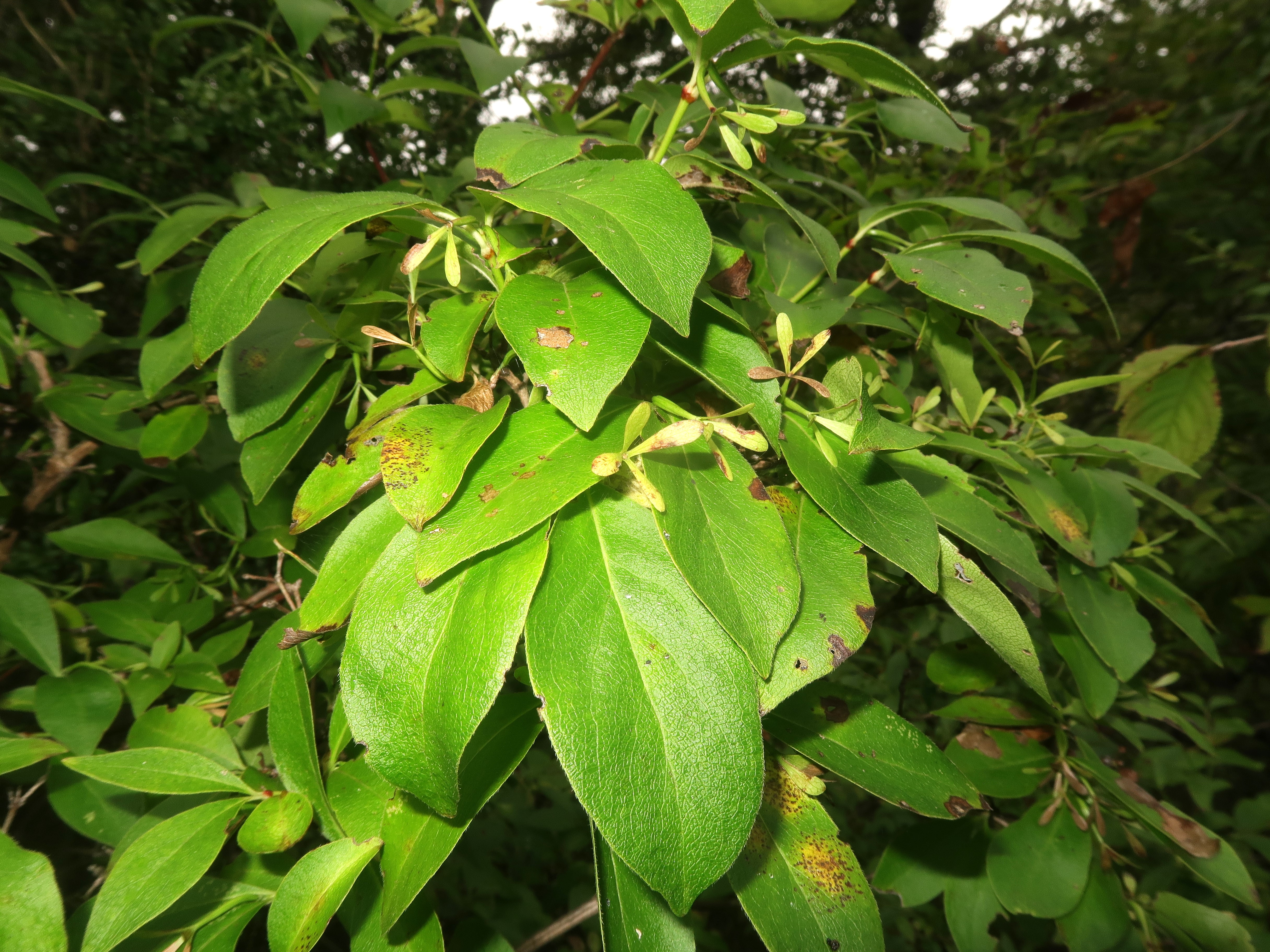
果期にも4個の萼裂片は残存する。9月下旬。
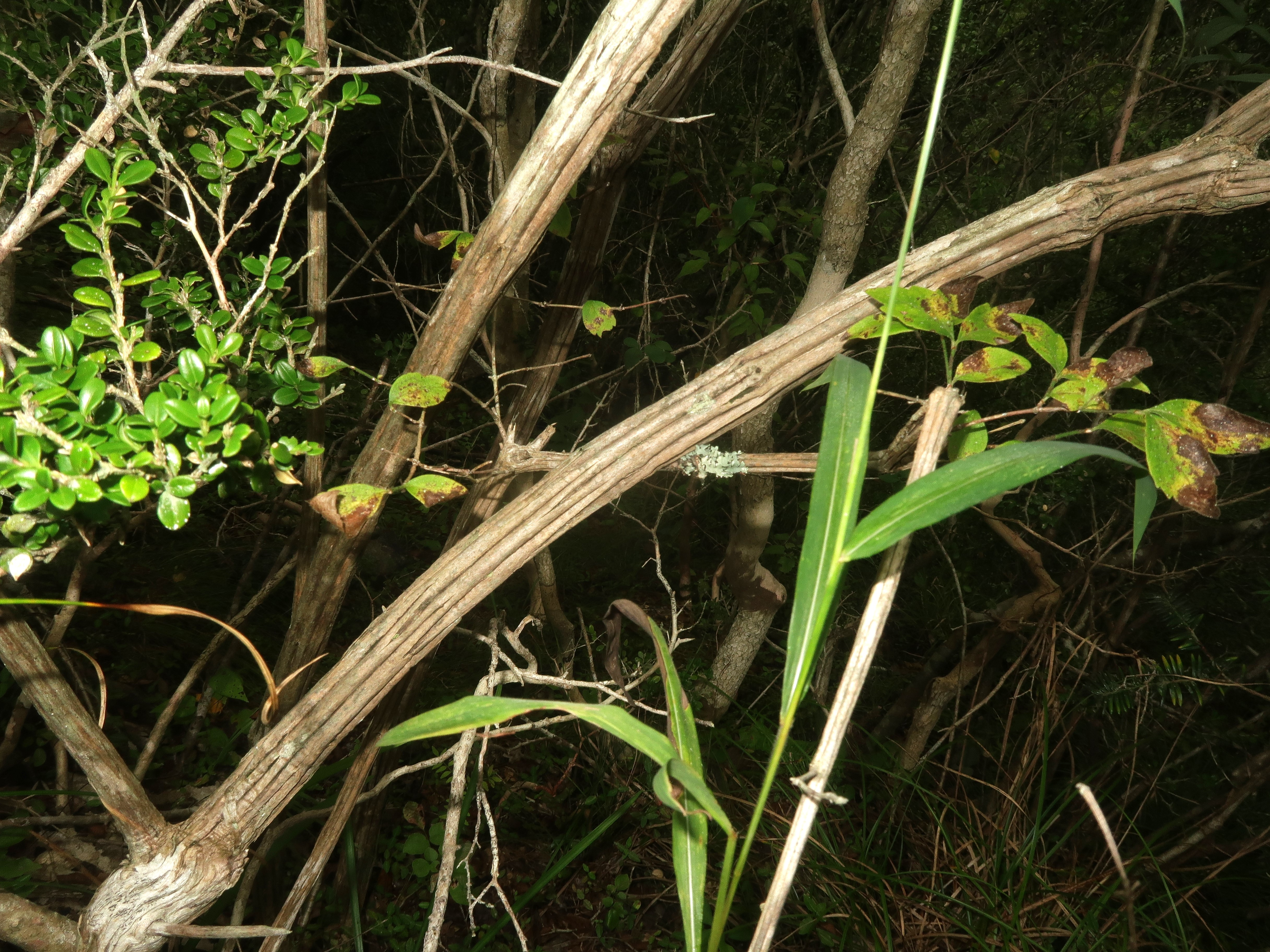
幹の樹皮は灰褐色で、縦に6本の溝がある。